# بانک مرکزی الجزایر
بانک مرکزی الجزایر (عربی: بنك الجزائر) بانک مرکزی کشور الجزایر است. این بانک در شهر الجزیره واقع شده است؛ و رئیس این بانک محمد لوآل است.
این بانک از مجموعه شرکت‌هایی تشکیل شده که تحت آن بانک‌ها و موسسات مالی الجزایر و خارج کشور می‌توانند در الجزایر کار کنند. این بانک توانایی اصلاح یا خارج کردن سایر بانک‌ها را از اقتصاد الجزایر دارد.